# Hormoaning
Hormoaning – drugi minialbum zespołu Nirvana, wydany w 1992 roku na fali sukcesów albumu Nevermind (tylko w Australii i Japonii).

## Lista utworów
1. „Turnaround” – 2:21
2. „Aneurysm” – 4:49
3. „D-7” – 3:47
4. „Son of a Gun” – 2:50
5. „Even in His Youth” – 3:07
6. „Molly’s Lips” – 1:53

## Pozycje na listach
| Rok  | Lista                            | Pozycja |
| ---- | -------------------------------- | ------- |
| 1992 | Official Australian Album Charts | No. 2   |
| 1992 | Official Japanese Album Charts   | No. 67  |